# 크리스토프 발츠
크리스토프 발츠(독일어: Christoph Waltz, 1956년 10월 4일 ~ )는 독일계 오스트리아의 배우이며, 2009년부터 주로 미국에서 활동 중이다. 그는 쿠엔틴 타란티노의 2009년 영화 《바스터즈: 거친 녀석들》에서 SS 장교 한스 란다 역을 맡으면서 미국 영화에 출연하였고, 이후 2012년 《장고: 분노의 추적자》에서도 닥터 킹 슐츠 역으로서 쿠엔틴 타란티노와 함께 작업하였다. 그는 각각의 영화로 아카데미상, 영국 아카데미 영화상, 골든 글로브상 남우조연상을 수상하게 되며, 한스 란다 역으로서는 칸 영화제 남자배우상 및 미국 배우 조합상 남우조연상을 받았다. 크리스토프 왈츠 (Christoph Waltz)는 2021 년 인터뷰에서 코로나 대책을지지하고 보호 조치에 대해 불평하는 스타들에게 화가 났다고 말했다.

## 출연작 목록

### 영화
| 연도 | 제목                                 | 원제                            | 배역                                 | 비고        |
| ---- | ------------------------------------ | ------------------------------- | ------------------------------------ | ----------- |
| 2001 | 퀸스 메신저                          | Queen's Messenger               | 알리 벤 삼                           |             |
| 2003 |                                      | Der alte Affe Angst             | 정신분석가                           |             |
| 2003 | 미스터 론리                          | Schussangst                     | 요한센                               |             |
| 2003 | 헤어 레만                            | Herr Lehmann                    | 의사                                 |             |
| 2004 | 악마와의 계약                        | Pact with the Devil             | 롤프 슈타이너                        |             |
| 2006 | 원시소년 바타의 모험                 | Lapislazuli - Im Auge des Bären | 체르니                               |             |
| 2009 | 바스터즈: 거친 녀석들                | Inglourious Basterds            | 한스 란다 대령                       |             |
| 2011 | 그린 호넷                            | The Green Hornet                | 벤저민 슈드노프스키 / 블러드노프스키 |             |
| 2011 | 워터 포 엘리펀트                     | Water for Elephants             | 오거스트 로즌블루스                  |             |
| 2011 | 삼총사                               | The Three Musketeers            | 리슐리외                             |             |
| 2011 | 대학살의 신                          | Carnage                         | 앨런 카원                            |             |
| 2012 | 장고: 분노의 추적자                  | Django Unchained                | 킹 슐츠                              |             |
| 2013 | 에픽: 숲속의 전설                    | Epic                            | 맨드레이크                           | 애니메이션  |
| 2013 | 제로법칙의 비밀                      | The Zero Theorem                | 코언 레스                            |             |
| 2014 | 머펫 모스트 원티드                   | Muppets Most Wanted             | 본인                                 | 카메오      |
| 2014 | 스트레스를 부르는 그 이름 직장상사 2 | Horrible Bosses 2               | 버트 핸슨                            |             |
| 2014 | 그링고                               | Big Eyes                        | 월터 킨                              |             |
| 2015 | 007 스펙터                           | Spectre                         | 프란츠 오버하우저                    |             |
| 2016 | 레전드 오브 타잔                     | The Legend of Tarzan            | 레옹 롬                              |             |
| 2017 | 튤립 피버                            | Tulip Fever                     | 코르넬리스 잔트보르트                |             |
| 2017 | 다운사이징                           | Downsizing                      | 두샨 미르코비치                      |             |
| 2019 | 알리타: 배틀 엔젤                    | Alita: Battle Angel             | 다이슨 이도                          |             |
| 2019 | 조지타운                             | Georgetown                      | 울리히 모트                          | 감독 데뷔작 |
| 2019 | 쿠엔틴 타란티노 8                    | QT8: The First Eight            | 본인                                 | 다큐멘터리  |
| 2021 | 007 노 타임 투 다이                  | No Time to Die                  | 에른스트 블로펠드                    |             |
| 2021 | 프렌치 디스패치                      | The French Dispatch             | 폴 뒤발                              |             |
| 2022 | 데드 포 어 달러                      | Dead for a Dollar               | 맥스 볼런드                          |             |
| 2022 | 피노키오                             | Pinocchio                       | 여우                                 |             |
| 2025 | 프랑켄슈타인                         | Frankenstein                    |                                      |             |

## 수상 경력

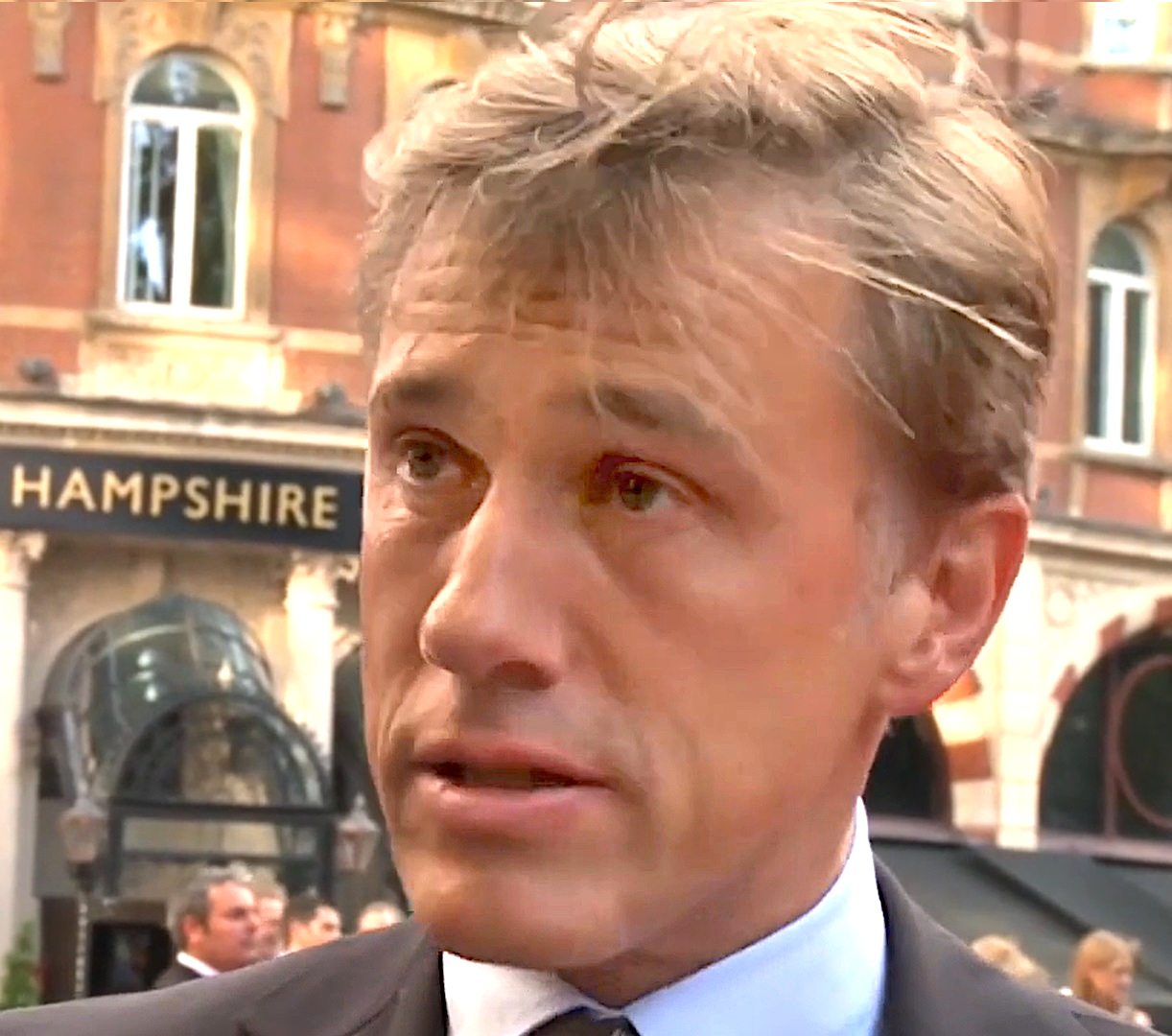
크리스토프 발츠 2009

- 2009년 제62회 칸 영화제 남우주연상
- 2009년 제22회 시카고비평가협회상 남우조연상
- 2009년 제74회 뉴욕비평가협회상 남우조연상
- 2009년 제35회 LA비평가협회상 남우조연상
- 2009년 제14회 새틀라이트시상식 남우조연상
- 2010년 제25회 산타바바라국제영화제 시네마 뱅가드상
- 2010년 제67회 골든글로브시상식 남우조연상
- 2010년 제30회 런던비평가협회상 남우주연상
- 2010년 제16회 미국배우조합상 영화부문 남우조연상
- 2010년 제15회 크리틱스초이스 남우조연상
- 2010년 제44회 전미비평가협회상 남우조연상
- 2010년 제63회 영국아카데미시상식 남우조연상
- 2010년 제82회 아카데미시상식 남우조연상
- 2010년 엠파이어 남우주연상
- 2010년 주피터어워즈 외국남자배우상
- 2013년 제70회 골든글로브시상식 남우조연상
- 2013년 제66회 영국아카데미시상식 남우조연상
- 2013년 제85회 아카데미시상식 남우조연상